# Edbaye El Hijaj
Edbaye El Hijaj ou Debaye el-Hijaj est une commune rurale du sud-ouest de la Mauritanie, située dans le département de M'Bagne de la région de Brakna, à la frontière avec le Sénégal.